# 中央合同庁舎第4号館
中央合同庁舎第4号館（ちゅうおうごうどうちょうしゃだいよんごうかん、英語: Central Gov't Bldg. No.4）は、東京都千代田区霞が関三丁目にある日本の中央省庁の合同庁舎。

## 概要
1971年（昭和46年）に落成した中央合同庁舎の一つである。霞が関官庁街西南寄りに位置する。鉄筋コンクリートによる地上12階・地下2階建て。建築面積は3581平方メートル。隣接する外務省庁舎や中央合同庁舎第3号館とデザインの基調を合わせ、各階に庇を配した水平基調の外観となっている。
1969年（昭和44年）に着工し翌々年完成、さらに1972年（昭和47年）には第20回営繕工事設計コンクールにて官庁営繕部長賞を受賞した。現在、屋上部には緑化が実施されている。
財務省の「国有財産に関する検討・フォローアップ有識者会議」（座長・伊藤滋早稲田大学特命教授）の案では、老朽化した財務省庁舎と中央合同庁舎第4号館を、1棟の高層合同庁舎に建て替えて、海上保安庁海洋情報部や総務省統計局なども集約させた合同庁舎にする計画だった。2014年（平成26年）に建て替え工事に着工する予定であり、総工費は577億円を見込んでいたが、2011年（平成23年）当時は東日本大震災の復興費用確保のために10兆円規模の大型増税を検討している最中であり、国民感情を考慮して庁舎の建て替えは見送りとなった。その後、免震レトロフィット工事により、耐震補強がなされた。

## 入居機関
- 内閣府
  - 大臣官房の一部
  - 国際平和協力本部事務局
  - 原子力委員会等
- 内閣法制局
- 総務省
  - 公害等調整委員会
- 農林水産省
  - 農林水産政策研究所
- 消費者庁 - 2016年3月7日より山王パークタワーから移転[3]。
- 復興庁 - 2016年5月2日より三会堂ビルから移転[4]。
- 海上保安庁海洋情報部 - 2016年5月2日より国土交通省青海総合庁舎から移転[5]。

## 参考・外部リンク
- 官庁営繕中央合同庁舎第４号館
- 人事院発行OPENゼミ霞が関MAP[リンク切れ]
- 霞が関官庁フロアガイド（国政情報センター、2001年）